# Бетта ТВ
«Бетта-ТВ» — барнаульский телеканал изначально с собственным программированием. Начал своё вещание с 11 декабря 2007 года на 23-м канале заменив собой федеральный НТВ. До 1 мая 2009 года в сетке вещания были сериалы, документальные, художественные фильмы, ранее показанные Первым каналом и «Россией», передачи «Разговор с властью», СМС-чат. С 1 мая 2009 года началась ретрансляция передач канала ТВ Центр. С 20 октября 2009 года канал вместо ТВ Центр ретранслирует программы Муз-ТВ. Из передач собственного производства остались астропрогноз, местный прогноз погоды и часть других. 1 февраля 2010 года канал «Бетта-ТВ» прекратил вещание, а на его частоте была продолжена трансляция Муз-ТВ.
Канал вещал круглосуточно.

## Программы

### Собственные
- Автосалон
- Погода
- Будь готов (астропрогноз)
- Здравствуйте
- Куда пойти учиться. Россия
- Тест-драйв
- Удачный выбор

### Архив
- Искусство красоты
- По магазинам
- Разговор с властью — перенесен на Домашний-Вечер.
- Созвездие талантов
- СМС-чат — с 22:30 до 2:00 (в виде баннера, занимающего 30 % оригинальной картинки), убран по просьбе на форуме[1]

#### Повторы других каналов
- Женский журнал
- Звёзды юмора
- ОСП-студия
- Новые песни о главном
- Смешные люди

### Сериалы

#### Зарубежные
- Элен и ребята
- Юристы Бостона

#### Отечественные
- Кармелита

### Художественные фильмы
- Приключения жандарма

### Мультфильмы
- Конёк-горбунок
- Три медведя
- Случилось этой зимой